# Friedrich Pacher
Friedrich Pacher (ur. ok. 1440 Neustift k. Brixen, zm. 1510 Bruneck) – malarz gotycki z południowego Tyrolu.

## Działalność i twórczość artystyczna
Friedrich Pacher przez długi okres był uważany za brata Michaela Pachera. Obaj nie byli jednak spokrewnieni, choć pochodzili z tego samego rodu. Od 1471 roku mieszkał w Bruneck a od 1474 był jego obywatelem; od 1478 do 1508 jest wielokrotnie wymieniany w dokumentach tego miasta. W Bruneck, od 1478 roku, Friedrich prowadził własny warsztat; wcześniej w 1471 nawiązał współpracę z Michaelem Pacherem przy wykonaniu Ołtarza św. Wolfganga. Prawdopodobnie terminował u Michaela a następnie był jego czeladnikiem. W warsztacie Friedricha terminowało wielu uczniów, z których największy rozgłos zyskał Marx Reichlich (ok. 1460 – ok. 1525).          

## Styl
Friedrich tworzył obrazy i freski w stylu gotyckim. Jego styl kształtowało kilka czynników: w początkowej fazie w jego pracach zauważalny był wpływ sztuki Michaela Pachera a jednocześnie pod wpływem stylu sztuki północnych Włoch, głównie szkoły z Ferrara (prawdopodobnie odwiedził północne Włochy). Drugą postacią mającą wpływ na jego styl był Mistrz E.S. Z jego warsztatu wyszło kilka ołtarzy przeznaczonych do kościołów w Sterzingu i Brixen. Po drugiej, dłuższej, podróży do Italii jego styl nawiązywał do późnogotyckiego manieryzmu; ciała ukazywanych postaci przybierały osobliwie wygięte pozy. Większość zachowanych prac mistrza powstało przy współpracy jego uczniów lub przypisuje się artystom z jego kręgu; tylko jedna praca, Chrzest Chrystusa, jest sygnowana i opatrzona datą 1483. Obraz znajdował się w centralnej części ołtarza kościoła szpitalnego Ducha Świętego w Brixen.